# Frigoria
La frigoria (pronuncia: [fri-go-rì-a], simbolo Fr o frig) è un'unità di misura della quantità di calore (e quindi dell'energia) definita come la quantità di calore che deve essere sottratta da un chilogrammo d'acqua per abbassarne la temperatura da 15,5 °C a 14,5 °C alla pressione di 1 atmosfera.

## Descrizione
In termini numerici, la frigoria è equivalente alla chilocaloria (in simboli:  1 Fr = 1 kcal), ma il significato è in un certo senso opposto per via della definizione, in quanto fornire 1 frigoria vuol dire sottrarre 1 kilocaloria.
Tale unità di misura spesso utilizzata per i sistemi di raffreddamento e i condizionatori.

## Potenza frigorifera
Per valutare la capacità di raffreddamento di un condizionatore si utilizza la potenza frigorifera, che ha come tipica unità di misura la frigoria per ora: Fr/h.
Unità di misura della potenza frigorifera sono la frigoria e la British thermal unit (BTU) all'ora e il watt. Tra le tre unità valgono le seguenti equivalenze:
1 watt = 3,413 BTU/h = 0,85985 Fr/h